# Ben Graves
Ben Graves (Boston, 5 novembre 1972 – 9 maggio 2018) è stato un batterista statunitense.
Ha iniziato a suonare la batteria a 12 anni. Il soprannome di Graves è 'Ghoul' datogli dai suoi compagni di band. È molto famoso nel campo del heavy metal grazie ai Murderdolls.

## Biografia
Nel 1990, Graves ed il suo amico Eric Griffin andarono a Los Angeles da Boston per entrare in una band Industrial rock conosciuta come Synical.  Nel 2000 Graves entra nei Murderdolls con Eric Griffin dopo un vide di due sessioni di prove con li chitarrista Tripp Eisen in cui dimostra le sue abilità al resto della band.  Sebbene Graves appaia in molti video del gruppo lui non ha suonato nell'album Beyond the Valley of the Murderdolls ma ha fatto un tour mondiale con la band.
Mentre il progetto dei Murderdolls era interrotto, Ben suono live con Dope, AntiProduct and Nocturne.